# 타프체 그라프체
타프체 그라프체(마케도니아어: тавче гравче) 또는 그라프체 타프체(마케도니아어: гравче тавче)는 북마케도니아의 강낭콩 요리이다. 테토보 지역의 타프체 그라프체가 유명하다. 북마케도니아의 국민 음식으로 여겨진다.

## 이름
마케도니아어 "타프체 그라프체(тавче гравче)"는 "냄비, 프라이팬"을 뜻하는 명사 "타바(тава)"에 지소사 "-체(-че)"를 붙인 "타프체(тавче)"와 "콩(강낭콩)"을 뜻하는 "그라프(грав)"에 지소사 "-체(-че)"를 붙인 "그라프체(гравче)"를 합친 말이다. "타바(에 담긴) 콩"이라는 뜻이며, 지소형의 사용은 친근함을 나타내다.

## 만들기
흰강낭콩은 밤새 불렸다가, 새 물을 부어 삶는다. 삶아지면 물을 버리고 다시 새 물에 넣어 삶는다. 이때 양파와 건고추를 넣는데, 양파는 익으면 꺼내서 잘게 다진 뒤 파프리카가루와 밀가루를 넣어 기름에 볶은 다음, 다시 콩 냄비에 넣는다. 소금과 후추로 간을 하고, 이때 잘게 썬 훈제육이나 파슬리 등을 추가하기도 한다. "타바(тава)"라 불리는 전통 토기에 옮겨 담고, 오븐에서 구워 낸다.

## 같이 보기
- 베이크트 빈즈
- 이간데스 플라키
- 로비오